# Jean Valentine

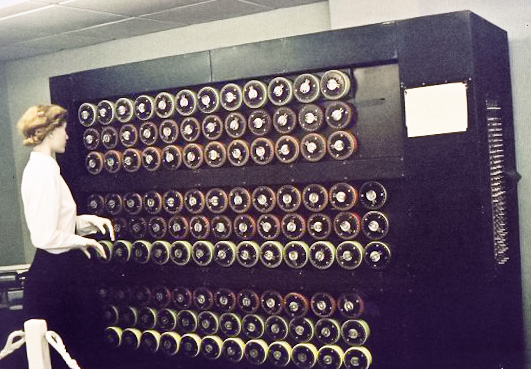
Modell einer Turing-Bombe im Bletchley Park

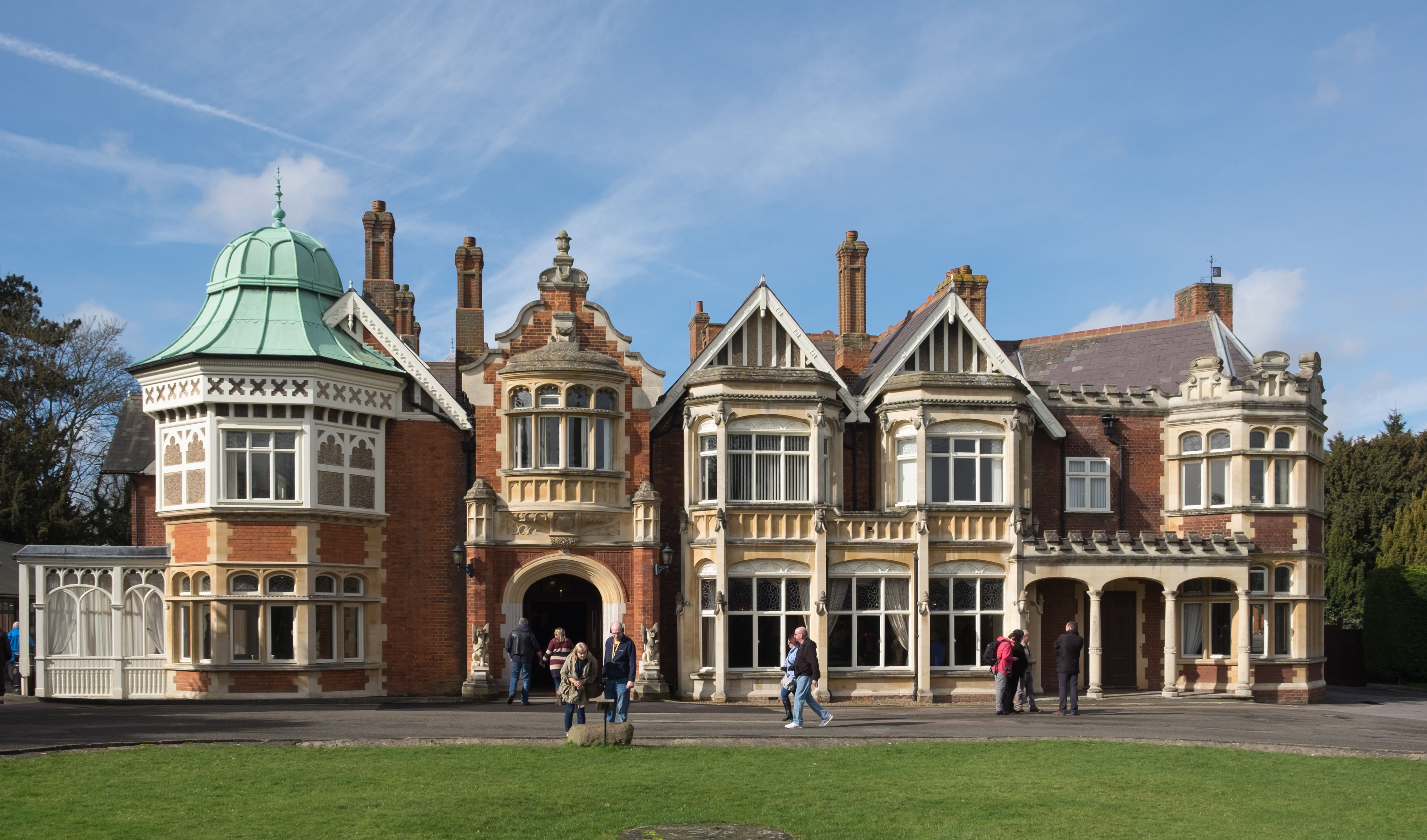
Bletchley Park Herrenhaus. Dieses Haus war das Hauptquartier für britische Codebrecher während des Zweiten Weltkriegs. Das Herrenhaus ist ein denkmalgeschütztes Gebäude in England

Jean Valentine (* 1924 in Perth, Schottland; † 17. Mai 2019 in Henley-on-Thames, England), verheiratete Jean Millar, war eine britische Kryptoanalytikerin und eine der Frauen in Bletchley Park, die eine Turing-Bombe bedienten (englisch Bombe Operator) sowie Angehörige des Women’s Royal Naval Service (WRNS) (deutsch etwa „Königlicher Marinedienst der Frauen“).

## Leben und Werk
Jean Valentine wuchs als Einzelkind auf. Im Kriegsjahr 1943 trat sie den Wrens bei, da sie bei der Women’s Auxiliary Air Force (WAAF) wegen ihrer Körpergröße keine großen Armeelastwagen hätte fahren können. Sie wurde nach Bletchley Park geschickt, um an einer Turing-Bombe, der damals hochgeheimen und heute berühmten Enigma (Maschine)-„Dekodiermaschine“, zu arbeiten. Die Maschine war so groß, dass sie die oberste Reihe der Trommeln nicht erreichen konnte. Deshalb wurde für sie eine kleine Plattform gebaut, damit sie die Maschine bedienen konnte. Nachdem sie das Official Secrets Act unterzeichnen musste, schwieg sie bis Mitte der 1970er Jahre über ihre Kriegsarbeit. Sie gehörte zu den Frauen in Bletchley Park und arbeitete tagsüber acht Stunden im Bletchley Park in Baracke 11. Von April 1944 bis 1945 wurde sie nach einer Ausbildung in japanischen Codes und Chiffren nach Sri Lanka versetzt. Ihre Aufgabe bestand darin, die japanischen Wetterberichte zu entschlüsseln und die Ergebnisse an verschiedene Flottenaufklärungseinheiten im Pazifik weiterzuleiten. Hier lernte sie einen Piloten der Royal Navy kennen, den sie in Colombo heiratete und mit dem sie in London eine Tochter und einen Sohn bekam.
Von 1995 bis 2006 wurde im „The Turing Bombe Rebuild Project“ die Turing-Bombe mit ihrer Hilfe rekonstruiert und sie demonstrierte die rekonstruierte Bombe bei Führungen bis kurz vor ihrem Tod im Bletchley Park Museum. 2009 überreichte der damalige englische Außenminister David Miliband ihr und einer Reihe anderer Veteranen eine Sondermedaille der Government Communications Headquarters GCHQ als Anerkennung für ihren Kriegsdienst. Sie nahm 2010 mit Fiona Bruce an der BBC Antiques Roadshow teil und 2012 an der Ausgabe von Celebrity MasterChef aus Bletchley, wo die drei Finalisten ein Abendessen zu Ehren der Codebrecher vorbereiten mussten, die dort während des Krieges arbeiteten. 2011 hatte sie die Ehre, der Königin und dem Herzog von Edinburgh bei einer besonderen Zeremonie die Bombe zu demonstrieren. 2012 sprach sie im Rahmen einer Veranstaltung von Turing's Worlds anlässlich des 100. Geburtstages von Alan Turing, die vom Rewley House des Department for Continuing Education an der Universität Oxford mit organisiert wurde, über ihre Kriegserfahrungen im Bletchley Park. Sie führte im Laufe der Jahre viele Radiointerviews und sprach auf Treffen der Fraueninstitute, der Association of Wrens und der Royal British Legion. Mit dem Autor Sinclair McKay arbeitete sie eng zusammen an Hintergrundinformationen für seine Bücher, darunter The Secret Life of Bletchley Park, und begleitete ihn auf der Bühne zu einer Frage-und-Antwort-Sitzung beim Henley Literary Festival. Am D-Day 2004 wurde von den Inseln St. Vincent und Grenadinen eine Briefmarke mit ihrem Bild herausgegeben. Sie war auch in der Alan Turing-Episode von Absolute Genius with Dick and Dom auf CBBC zu sehen.